# كيت جاكوبس
كيت جاكوبس (بالإنجليزية: Kate Jacobs)‏ هي ملحنة ومغنية مؤلفة ومغنية أمريكية، ولدت في 11 يناير 1959 في الإسكندرية في الولايات المتحدة.

## وصلات خارجية
- الموقع الرسمي
- كيت جاكوبس على موقع ميوزك برينز (الإنجليزية)